# Ivo Valenta
Ivo Valenta (* 3. srpna 1956 Čeladná) je český podnikatel a politik, majitel skupiny herního průmyslu SYNOT a spoluvlastník firmy vydávající internetové Parlamentní listy. Mezi lety 2014 a 2020 byl senátorem za obvod č. 81 – Uherské Hradiště, v letech 2016 až 2020 zastupitel Zlínského kraje a v letech 2018 až 2019 zastupitel města Zlína (nestraník za Stranu soukromníků ČR). Bývá označován jako český „král hazardu“.

## Rodina a vzdělání
Pochází z dvouvaječných dvojčat. Vyučil se nejprve kuchařem, později vystudoval Střední hotelovou školu v Mariánských Lázních. Jeho prvním a zároveň posledním zaměstnaneckým poměrem byl zástupce ředitele provozu na hotelu Všemina na Zlínsku.
Od roku 1998 je občanem státu Monako, je také daňovým rezidentem Monaka. Z důvodu kandidatury v krajských volbách si přenesl v roce 2016 trvalé bydliště do Zlína.
Ivo Valenta má pět dětí, čtyři dcery a jednoho syna. V květnu 2016 se oženil se svou dlouholetou přítelkyní Alenou.

## Podnikání
Od roku 1989 začal podnikat. Začínal koupí bývalé čistírny peří v Kunovicích na Uherskohradišťsku. Po revoluci také provozoval prodejnu s potravinami. V roce 1991[zdroj⁠?!] s otcem a bratrem založili rodinnou firmu SYNOT (název vznikl zkrácením slov SYNové a OTec). Zastává post předsedy představenstva kyperské společnosti WCW World Capital Ventures Cyprus Limited, která je mateřskou společností hazardní skupiny Synot.
V roce 1994 založil s otcem projekt Fotbalové akademie, která vychovává špičkové fotbalisty (např. Michala Kadlece či Dušana Melichárka). V roce 2000 rovněž založil Nadaci SYNOT (dříve Nadace Děti-kultura-sport). V období, kdy odvody na veřejně prospěšné účely nahrazovaly hazardním společnostem daň z příjmů, společnosti skupiny SYNOT do nadace vkládaly např. v roce 2011 přes 160 milionů Kč, po zavedení standardního zdanění příspěvky do nadace výrazně poklesly a např. v roce 2012 činily příspěvky společností skupiny Synot 36 milionů Kč.
Na jaře 2015 získal poloviční podíl ve firmě Our Media a.s., provozující internetový portál Parlamentní listy, hodnocený kritiky jako proruské dezinformační médium. V březnu 2016 plánovala tato firma koupi třetinového podílu v regionální televizi Praha TV. Na podzim 2018 držel ve společnosti Our Media již 70% podíl (zbylých 30% patřilo Michalu Voráčkovi) a ta vlastnila kromě Parlamentních listů a Praha TV rovněž brněnskou regionální televizi TV Brno 1 či slovenský deník Pravda včetně jeho webové odnože Pravda.sk.
Podle majetkového přiznání v registru oznámení senátorů o jejich vedlejších příjmech, darech a závazcích v roce 2016 vydělal zhruba 2,55 miliardy korun, a to především prodejem cenných papírů. Byl tak jedním z nejbohatších českých zákonodárců. Jeho společnost Synot, jejíž dceřiné firmy v té době podnikaly mimo jiné na Slovensku, v Lotyšsku, Albánii, Kosovu, Vietnamu, Řecku, Španělsku, Gruzii a dalších zemích, měla v témže roce tržby z prodeje vlastních výrobků, služeb a zboží ve výši 4,89 miliardy korun. Dceřiná společnost Synot Real Estate vlastnila v roce 2017 celkem 121 nemovitostí a 624 pozemků a aktiva společnosti dosáhla hodnoty 2,2 miliardy korun. Podle majetkového přiznání Valenta v té době vlastnil mimo jiné i Vysokou školu Karla Engliše v Brně či Základní školu ORBIS ve Zlíně. V polovině října 2018 uvedl, že hodlá nejpozději počátkem roku 2019 převést své firmy do svěřenského fondu a věnovat se především politice.

## Trestná činnost
V roce 2004 byl obviněn z toho, že jakožto jeden ze spolumajitelů fotbalového klubu 1. FC Synot naváděl sportovního ředitele klubu Jaroslava Hastíka k trestnému činu podplácení. Za účast v korupční aféře byl potrestán v disciplinárním řízení zákazem činnosti ve fotbale na dva roky a pokutou 100 000 Kč. Soud mu za trestný čin uložil pokutu ve výši 350 000 Kč a čtyřměsíční podmíněný trest. Později už jako politik se v pořadu DVTV ke kauze vyjádřil: „Já si myslím, že každej správnej chlap má mít nějakej škraloup. Já to tak beru. Já jsem byl zvolenej lidma i s touto historií.“ Zároveň dodal, že by mu nevadilo, kdyby o zákonech ovlivňujících jeho život rozhodovali lidé s podobným „škraloupem“.

## Politické působení

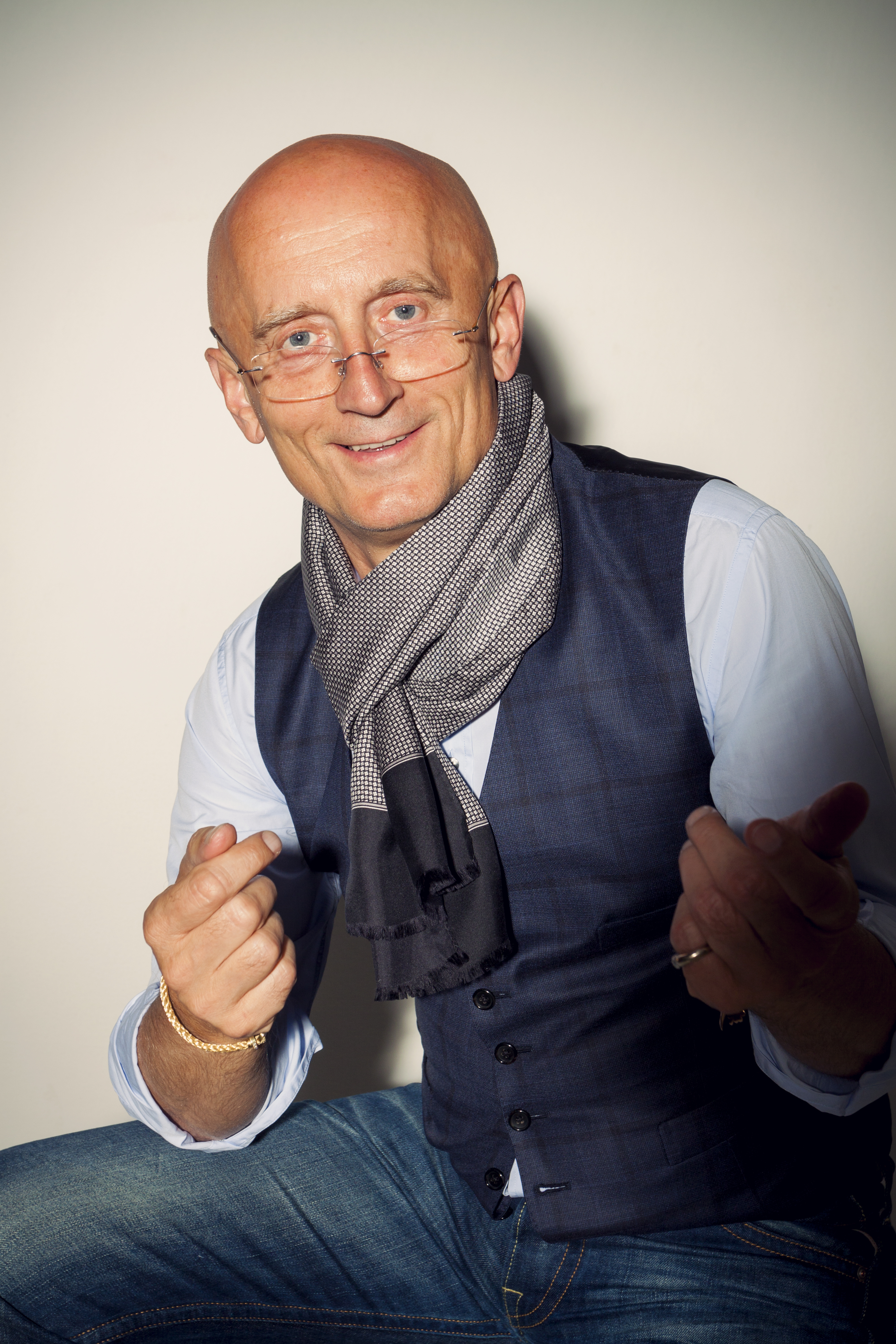
Ivo Valenta v roce 2015

Ve volbách do Senátu PČR v roce 2014 kandidoval jako nestraník za Stranu soukromníků České republiky ve volebním obvodu č. 81 – Uherské Hradiště. Chtěl tak mimo jiné pokračovat i v odkazu svého otce Miroslava Valenty, který ve stejném obvodu neúspěšně kandidoval ve volbách do Senátu PČR v roce 1996 (se ziskem 3,11 % hlasů skončil na 8. místě a nepostoupil ani do druhého kola). Ivo Valenta se ziskem 31,10 % hlasů vyhrál první kolo senátních voleb, a postoupil tak do kola druhého. V něm porazil poměrem hlasů 54,17 % : 45,82 % lidovce Pavla Botka a stal se senátorem. V říjnu 2018 vstoupil do senátorského klubu ODS.
V krajských volbách v roce 2016 byl z pozice nestraníka za SsČR lídrem kandidátky subjektu „Svobodní a Soukromníci“ ve Zlínském kraji a stal se krajským zastupitelem. Mandát ve volbách v roce 2020 obhájil, a to z pozice nestraníka za Soukromníky na společné kandidátce Trikolóry, Soukromníků a Nezávislých. Ještě v říjnu 2020 se však mandátu krajského zastupitele vzdal.
V komunálních volbách v roce 2018 byl jako nestraník za Soukromníky na kandidátce subjektu „Soukromníci Svobodní Nezávislí – Rozhýbejme Zlín“ zvolen zastupitelem města Zlína. Do zastupitelstva se dostal díky preferenčním hlasům voličů. V témže roce Valenta financoval politické strany částkou nejméně 8 milionů korun: 3 miliony daroval dlouhodobě podporovaným Soukromníkům, další podíl z celkové sumy získali ODS, Svobodní a Nezávislí. V září 2019 na mandát zastupitele města rezignoval s tím, že se chce více soustředit na práci senátora a krajského zastupitele.
V prosinci 2018 podala česká organizace Transparency International na magistrát města Zlína podnět k prošetření možného střetu zájmů. Důvodem bylo podezření, že Valenta prostřednictvím českých a kyperských firem ovládá regionální televizi TV Brno 1.
Ve volbách do Senátu PČR v roce 2020 obhajoval jako nestraník za Soukromníky v obvodu č. 81 – Uherské Hradiště mandát senátora. V prvním kole získal 31,23 % hlasů, a postoupil tak z 1. místa do druhého kola, v němž však prohrál s kandidátem KDU-ČSL Josefem Bazalou poměrem hlasů 39,21 % : 60,78 %, mandát senátora se mu tak nepodařilo prodloužit.